# مایا اوگنینوویچ
مایا اوگنینوویچ (سیریلیک صربی: Маја Огњеновић؛ زادهٔ ۶ اوت ۱۹۸۴) بازیکن والیبال اهل صربستان است. مایا در سال قهرمانی جهان ۲۰۰۷ که تیم ملی صربستان به مقام سومی رسید به مدال برنز دست یافت.
او مدال نقره مسابقات قهرمانی اروپا ۲۰۰۷ در بلژیک و لوکزامبورگ را همراه با دیگر بازیکنان تیم ملی صربستان به دست آورد و در انتها به عنوان بهترین پاسور مسابقات برگزیده شد.